# Frits Flinkevleugel
Frederik Arnoldus „Frits” Flinkevleugel (ur. 3 listopada 1939 w Amsterdamie, zm. 10 kwietnia 2020) – holenderski piłkarz grający na pozycji obrońcy. W swojej karierze rozegrał 11 meczów w reprezentacji Holandii.

## Kariera klubowa
Swoją karierę piłkarską Flinkevleugel rozpoczął w klubie AFC DWS. W 1958 roku awansował do kadry pierwszej drużyny. 12 kwietnia 1959 roku zadebiutował w Eredivisie w przegranym 3:5 domowym meczu z NAC Breda. W sezonie 1963/1964 wywalczył z DWS tytuł mistrza Holandii. W sezonie 1964/1965 dotarł z DWS do ćwierćfinału Pucharu Mistrzów. W DWS występował do końca sezonu 1971/1972.
W 1972 roku AFC DWS połączył się z innymi klubami z Amsterdamu tworząc BVC Amsterdam (grający później pod nazwą FC Amsterdam). Zawodnikiem tego klubu został Flinkevleugel. W FC Amsterdam Flinkevleugel grał do końca swojej kariery. Zakończył ją po sezonie 1976/1977.
| Sezon   | Klub          | Kraj     | Rozgrywki      | Mecze | Bramki |
| ------- | ------------- | -------- | -------------- | ----- | ------ |
| 1958/59 | AFC DWS       | Holandia | Eredivisie     | 5     | 0      |
| 1959/60 | AFC DWS       | Holandia | Eredivisie     | 27    | 2      |
| 1960/61 | AFC DWS       | Holandia | Eredivisie     | 30    | 2      |
| 1961/62 | AFC DWS       | Holandia | Eredivisie     | 28    | 0      |
| 1962/63 | AFC DWS       | Holandia | Eerste divisie | ?     | ?      |
| 1963/64 | AFC DWS       | Holandia | Eredivisie     | 26    | 0      |
| 1964/65 | AFC DWS       | Holandia | Eredivisie     | 26    | 0      |
| 1965/66 | AFC DWS       | Holandia | Eredivisie     | 47    | 1      |
| 1966/67 | AFC DWS       | Holandia | Eredivisie     | 41    | 3      |
| 1967/68 | AFC DWS       | Holandia | Eredivisie     | 25    | 0      |
| 1968/69 | AFC DWS       | Holandia | Eredivisie     | 29    | 1      |
| 1969/70 | AFC DWS       | Holandia | Eredivisie     | 34    | 2      |
| 1970/71 | AFC DWS       | Holandia | Eredivisie     | 29    | 1      |
| 1971/72 | AFC DWS       | Holandia | Eredivisie     | 30    | 1      |
| 1972/73 | BVC Amsterdam | Holandia | Eredivisie     | 33    | 1      |
| 1973/74 | BVC Amsterdam | Holandia | Eredivisie     | 32    | 0      |
| 1974/75 | BVC Amsterdam | Holandia | Eredivisie     | 25    | 3      |
| 1975/76 | FC Amsterdam  | Holandia | Eredivisie     | 12    | 0      |
| 1976/77 | FC Amsterdam  | Holandia | Eredivisie     | 9     | 0      |

## Kariera reprezentacyjna
W reprezentacji Holandii Flinkevleugel zadebiutował 9 grudnia 1964 w zremisowanym 1:1 towarzyskim meczu z Anglią, rozegranym w Amsterdamie. W swojej karierze grał w: eliminacjach do MŚ 1966 i do Euro 68. Od 1964 do 1967 roku rozegrał w kadrze narodowej 11 meczów.
| Mecze i gole w reprezentacji | Mecze i gole w reprezentacji | Mecze i gole w reprezentacji | Mecze i gole w reprezentacji | Mecze i gole w reprezentacji | Mecze i gole w reprezentacji | Mecze i gole w reprezentacji |
| #                            | Data                         | Stadion                      | Rywal                        | Wynik                        | Gol                          | Rozgrywki                    |
| 1964                         | 1964                         | 1964                         | 1964                         | 1964                         | 1964                         | 1964                         |
| ---------------------------- | ---------------------------- | ---------------------------- | ---------------------------- | ---------------------------- | ---------------------------- | ---------------------------- |
| 1.                           | 09.12.1964                   | Amsterdam, Holandia          | Anglia                       | 1:1                          | 0                            | towarzyski                   |
| 1965                         |                              |                              |                              |                              |                              |                              |
| 2.                           | 26.01.1965                   | Tel Awiw, Izrael             | Izrael                       | 1:0                          | 0                            | towarzyski                   |
| 3.                           | 17.03.1965                   | Belfast, Irlandia Północna   | Irlandia Północna            | 1:2                          | 0                            | el. MŚ 1966                  |
| 4.                           | 07.04.1965                   | Rotterdam, Holandia          | Irlandia Północna            | 0:0                          | 0                            | el. MŚ 1966                  |
| 5.                           | 17.10.1965                   | Amsterdam, Holandia          | Szwajcaria                   | 0:0                          | 0                            | el. MŚ 1966                  |
| 6.                           | 14.11.1965                   | Berno, Szwajcaria            | Szwajcaria                   | 1:2                          | 0                            | el. MŚ 1966                  |
| 1966                         |                              |                              |                              |                              |                              |                              |
| 7.                           | 17.04.1966                   | Rotterdam, Holandia          | Belgia                       | 3:1                          | 0                            | towarzyski                   |
| 8.                           | 11.05.1966                   | Glasgow, Szkocja             | Szkocja                      | 3:0                          | 0                            | towarzyski                   |
| 9.                           | 07.09.1966                   | Rotterdam, Holandia          | Węgry                        | 2:2                          | 0                            | el. ME 1968                  |
| 10.                          | 18.09.1966                   | Wiedeń, Austria              | Austria                      | 1:2                          | 0                            | towarzyski                   |
| 1967                         |                              |                              |                              |                              |                              |                              |
| 11.                          | 16.04.1967                   | Rotterdam, Holandia          | Belgia                       | 0:1                          | 0                            | towarzyski                   |